# The Violent Heart
Pour plus de détails, voir Fiche technique et Distribution.
The Violent Heart est un film américain réalisé par Kerem Sanga, sorti en 2021.

## Synopsis
Cassie tombe amoureuse de Daniel, un mécanicien taciturne, qui veut s'engager dans le Corps des Marines. Le passé tragique et violent de Daniel met à mal leur couple.

## Fiche technique
- Titre : The Violent Heart
- Réalisation : Kerem Sanga
- Scénario : Kerem Sanga
- Musique : John Swihart
- Photographie : Ricardo Diaz
- Montage : Joshua Raymond Lee
- Production : Dan Cohen, P. Jennifer Dana, Shawn Levy, Tobey Maguire, Padraic Murphy, Tony Pachella, Mark Roberts et Matthew Plouffe
- Sociétés de production : 21 Laps Entertainment, 3311 Productions, Endeavor Content et Material Pictures
- Pays : États-Unis
- Genre : Drame, thriller
- Durée : 107 minutes[1]
- Dates de sortie : États-Unis : 19 février 2021

## Distribution
- Grace Van Patten : Cassie
- Jovan Adepo : Daniel
- Lukas Haas : Joseph
- Mary J. Blige : Nina
- Kimberly Williams-Paisley : Helen
- Jahi Di'Allo Winston : Aaron
- Cress Williams : Lee
- Cory Scott Allen : Ross